# Loi de transformation de la fonction publique du 6 août 2019
La loi n° 2019-828 du 6 août 2019 de transformation de la fonction publique est une loi française réformant la fonction publique française. Créant un Code général de la fonction publique, elle rend possible le recrutement à des postes permanents par contrat, réforme le dialogue social et rend le respect de la réforme des 35 heures obligatoire dans tous les versants de la fonction publique. Il s'agit d'une des principales lois de la première présidence d'Emmanuel Macron.

## Historique

### Contexte
La loi de transformation de la fonction publique s'inscrit dans la réflexion sur la modernisation de l'action publique initiée par le Comité action publique 2022. Elle doit permettre au président Emmanuel Macron de tenir sa promesse de campagne d'une baisse de 120 000 fonctionnaires sur son premier quinquennat.

### Cheminement législatif
Le projet de loi est déposé par Gérald Darmanin, ministre de l'action et des comptes publics, et Olivier Dussopt, secrétaire d’État auprès de ce dernier, le 27 mars 2019. Après une première lecture achevée le 27 mars à l'Assemblée nationale, 351 voix s'expriment en faveur de la loi, et 156 contre. Le Sénat examine le texte le 29 mai. Une commission mixte paritaire est réunie et statue le 4 juillet 2019. Après une saisine du Conseil constitutionnel par des députés le 1er août 2019, elle est promulguée le 6 août.

## Contenu

### Dialogue social
Les comités techniques et les comités d'hygiène, de sécurité et des conditions de travail sont fusionnés dans les nouveaux comités sociaux territoriaux (CST). La rupture conventionnelle est étendue à la fonction publique. La loi autorise le gouvernement à donner une valeur juridique aux accords passés avec les syndicats dans la fonction publique.

### Contractualisation du recrutement
La loi élargit les possibilités pour la fonction publique de recruter des contractuels pour des emplois de catégorie B et C, en CDI comme en CDD, y compris pour des emplois permanents. Des contractuels peuvent aussi être recrutés à des postes de catégorie A. La loi met également en place un CDI dit de projet, dont la durée maximale est de six ans, et qui vise à s'éteindre une fois un projet achevé.

### Égalité dans la fonction publique
Des droits nouveaux sont consacrés en lien avec l'égalité entre les sexes et au profit des personnes handicapées. La lutte contre le harcèlement est renforcée. Une prime de précarité est accordée aux agents terminant un CDD d'une durée inférieure ou égale à un an et qui n'est pas renouvelé.

### Droit des lanceurs d'alerte
La loi inscrit les lanceurs d'alerte dans le droit de la fonction publique en le protégeant. Elle crée une obligation, pour les fonctionnaires, de prévenir le référent déontologique et ses supérieurs en cas de collusion observée.

## Critiques et débats
Anicet Le Pors publie dans Le Monde une tribune dans laquelle il critique le projet de loi gouvernemental, qui, selon lui, « tourne le dos à la conception française républicaine » de la fonction publique. Le projet de loi fait l'objet d'une opposition de la part des principaux syndicats de la fonction publique.